# ギャチュンカン
ギャチュンカン（ネパール語: ग्याचुङ्काङ, 英語: Gyachung Kang）は、ネパールとチベットにまたがり、ヒマラヤ山脈のエベレストとチョ・オユーとの間にある山。標高は7,952m。8000m以下の山の中では最も高い。中国名は格仲康峰、百谷雪嶺。

## 概要
シェルパ語で「百の谷が集まる山」の意味。8,000 mに僅かに標高が足りず、またアプローチが長いため、周囲の8,000m峰と比べてあまり登られていない山である。同様の理由から、初登頂が日本人であったにもかかわらず、あまり知られる山ではなかったが、2002年の山野井夫妻の雪崩からの生還と、それを元にした沢木耕太郎の著書『凍』によって広く知られるようになった。
なお、後述の長野県岳連隊の初登頂は、極地法ながらも、初登はボンベの不調により無酸素によって成し遂げられている。

## 登頂史
- 1964年4月10日 -（初登頂）- 加藤幸彦、堺澤清人（長野県山岳連盟遠征隊、北西稜）（翌日、安久一成、町田和信が第2登）
- 1999年春季 - マルコ・プレゼリ、アンドレ・シュトレムフェリ（スロベニア隊、北壁初登頂）
- 2002年9月8日 - 山野井泰史（北壁第二登）
- 2005年10月17日 - 花田博志・重川英介（福岡大学山岳会、南西稜初登頂）